# Antigone
Antigone es un género de aves gruiformes de la familia Gruidae. Todas las especies fueron colocadas anteriormente en el género Grus.

## Especies
El género incluye cuatro especies:
- Antigone canadensis (Linnaeus, 1758) – grulla canadiense;	
  - A. c. canadensis (Linnaeus, 1758);
  - A. c. tabida (Peters, JL, 1925);
  - A. c. pratensis (Meyer, FAA, 1794);
  - A. c. pulla (Aldrich, 1972);
  - A. c. nesiotes (Bangs & Zappey, 1905);
- Antigone vipio (Pallas, 1811) – grulla cuelliblanca;
- Antigone antigone (Linnaeus, 1758) – grulla sarus;		
  - A. a. antigone (Linnaeus, 1758)
  - A. a. sharpii (Blanford, 1895)
  - A. a. gillae (Schodde, Blackman & Haffenden, 1989)
- Antigone rubicunda (Perry, 1810) – grulla brolga.